# 2000 EG92
2000 EG92 är en asteroid i huvudbältet som upptäcktes den 9 mars 2000 av LINEAR i Socorro County, New Mexico.
Den tillhör asteroidgruppen Eunomia.